# Kławdijewo-Tarasowe
Kławdijewo-Tarasowe (ukr. Клавдієво-Тарасове) – osiedle typu miejskiego na Ukrainie, w obwodzie kijowskim, w rejonie buczańskim, w hromadzie Nemiszajewe. W 2001 liczyło 4727 mieszkańców, spośród których 4315 wskazało jako ojczysty język ukraiński, 374 rosyjski, 8 mołdawski, 1 bułgarski, 16 białoruski, 6 ormiański, 1 polski, a 6 inny.
Znajduje tu się stacja kolejowa Kławdijewo, położona na linii Kijów – Korosteń – Kowel.